# Skrajna Soliskowa Turnia
Skrajna Soliskowa Turnia (słow. Predná Solisková veža, niem. Vorderer Soliskoturm, węg. Elülső Szoliszkótorony) – turnia o wysokości ok. 2342 m n.p.m. znajdująca się w Grani Soliska w słowackiej części Tatr Wysokich. Od położonej dalej na północ Zadniej Soliskowej Turni oddziela ją siodło Niżniej Soliskowej Ławki, a od Małego Soliska oddzielona jest Soliskową Przełęczą. Na jej wierzchołek nie prowadzą żadne znakowane szlaki turystyczne.
Skrajna Soliskowa Turnia stanowi południową z dwóch Soliskowych Turni i dawniej zwana była także Przednią Soliskową Turnią. U podnóża między innymi jej ścian, po stronie Doliny Młynickiej, znajduje się duży, piarżysty taras zwany Soliskowym Ogrodem, który jest punktem wyjściowym w jej wschodnią ścianę. Ma ona, podobnie jak ściana zachodnia, około 250 m wysokości.
Pierwsze wejścia turystyczne:
- Günter Oskar Dyhrenfurth i Hermann Rumpelt, 10 czerwca 1906 r. – letnie,
- Gyula Hefty i Lajos Rokfalusy, 25 marca 1913 r. – zimowe[1].